# دیلان خرونوخن
دیلان خرونوخن (هلندی: Dylan Groenewegen؛ زادهٔ ۲۱ ژوئن ۱۹۹۳) دوچرخه‌سوار اهل هلند است.
از باشگاه‌هایی که در آن رکاب زده‌است می‌توان به تیم لوتوان‌ال–یومبو، تیم دوچرخه‌سواری رومپوت–ندرلانسه لوتری، و دلتا سایکلینگ روتردام اشاره کرد.